# Actes Sud
Éditions Actes Sud es una editorial francesa con sede en Arlés. Fue fundada en 1978 por el escritor Hubert Nyssen. En 2013, la compañía, entonces encabezado por la hija del fundador, Françoise Nyssen, tenía una facturación anual de 60 millones de euros y 60 miembros de personal.

## Historia
Actes Sud es una publicación del "Atelier de cartographie thématique et statistique" (ACTeS). ACTeS nació en Paradou, un pueblo de la Vallée des Baux. Allí el fundador Hubert Nyssen, su mujer Christine Le Bœuf (nieta del banquero belga Henry Le Bœuf), su hija Françoise Nyssen, Bertrand Py y Jean-Paul Capitani fundaron Actes Sud. En 1983 Actes Sud se trasladó a Arlés.

## Sellos
Entre los sellos que controla la editora figuran las editoriales Gaïa.

## Autores
Una selección de autores de Actes Sud:
| - Svetlana Alexievich - Paul Auster - Henry Bauchau - Jeanne Benameur - Nina Berberova - Sophie Calle - Magyd Cherfi - Kamel Daoud - Mathias Énard - Alice Ferney - Jérôme Ferrari - Laurent Gaudé | - Günter Grass - Nancy Huston - Imre Kertész - Camilla Läckberg - Stieg Larsson - Alberto Manguel - Cormac McCarthy - Wajdi Mouawad - Olivier Py - Pierre Rabhi - Jean-Michel Ribes - Jacky Siméon - Siri Hustvedt - Kathryn Stockett |

## Premios
- 2004: el libro Le Soleil des Scorta, de Laurent Gaudé, primer libro publicado por Actes Sud, recibió el premio Goncourt (Prix Goncourt/Romano). El libro vendió 400.000 ejemplares.[4]
- 2012: Sermon sur la chute de Roma, de Jérôme Ferrari, fue el segundo libro de Actes Sud honrado con el premio Goncourt.[5]
- 2015:  Compás (Bussole), de Mathias Enard, también publicado por Actes Sud, recibió el premio Goncourt.[6]
- 2017: El orden del día (L'Ordre du jour), de Éric Vuillard, publicado por Actes Sud, consiguió el premio Goncourt.[7]
- 2015: Svetlana Aleksiévich ganó el Premio Nobel de Literatura.[2]
- 2018: Nicolas Mathieu gana el premio Goncourt por su novela Leurs enfants après eux.[8]

## Programa
Actes Süd proporciona un catálogo que nombra 11,500 títulos. Tiene más de doscientos empleados, mayoritariamente en los sitios en Arlés y París, aproximadamente veinte externo advisors y un plethora de trabajo de traductores en Francia y en otro lugar.